# Kastilja
 Ovo je glavno značenje pojma Kastilja. Za druga značenja pogledajte Kastilja (razdvojba).
Kastilija, (špa. Castilla), također Kastilja, je zemljopisni pojam u Španjolskoj, koji obuhvaća unutrašnji dio Pirenejskog poluotoka. Ime dolazi od kastel (kaštel), po brojnim utvrdama građenim u borbi protiv Maura.

## Zemljopisni podaci
Dijeli se na Staru Kastiliju na sjeveru (66.107 km2) i Novu Kastiliju južno (73.363 km2). Na području Nove Kastilije nalazi se Madrid, glavni grad Španjolske.
Obuhvća visoki ravnjak, 650 do 800 m. nadmorske visine, ograničen na sjeveru Kantabrijskim gorjem, na jugu Sierra Morenom i na istoku Betijskim Kordilierima.

## Povijest
Kada su Arapi. odnosno Mauri, u VIII. st. osvojili veći dio Pirenejskog poluotoka, Vizigoti i drugo kršćansko stanovništvo održali su se na sjeveru, formirajući kraljevinu Asturija. U IX. st. Asturija preotima od Arapa područje do rijeke Duera. Formira se grofovija Kastilija. U X. st. kastilijski grofovi stječu nezavisnost.

### Kraljevina Kastilija
Kršćanske državice neprekidno su ratovale protiv Arapa, ali i međusobno. Godine 1029. Kastilija potpada pod kraljevinu Navarra, koja se već 1035. raspada na Kastiliju, Navarru i Aragon. Kastilski kralj Ferdinand I (1035-1065) osvojio je León i dio Navarre. 
Nakon njegove smrti kraljevina je podijeljena među njegovim sinovima. Alfons VI. Hrabri u borbi sa svojom braćom ponovo ujedinjuje zemlje pod vlašću svoga oca. Godine 1085. osvaja arapski Toledo, što je prvo veće kršćansko osvajanje i početak rekonkviste.
Nakon dugotrajnih dinastičkih borbi, kralj Ferdinand III postiže odlučne uspjehe. Konačno je pod jednom krunom sjedinio Kastiliju i Léon (1230), noseći titulu "kralj Kastilije i Léona". Osvaja od Arapa Córdobu (1236), Murciju (1241) i Sevillu 1248. Time je Kastilija postala najjača država na Pirinejskom poluotoku. 
Godine 1257. Alfons X. Mudri osvaja Cádiz. U isto vrijeme napreduje kraljevstvo Aragon, s kojim se Kastilija bori za prevlast.
Početkom XV. st. Henrik II zaposjeda Kanarske otoke. Godine 1462. Henrik IV. (1425-1474) osvaja Gibraltar. 
Henrik IV godine 1465. biva prisiljen na abdikaciju u korist svog brata Alfonsa. Ovaj međutim umire 1468. Borbe za nasljedstvo prerastaju u građanski rat.

### Stvaranje Španjolske
Nakon smrti Henrika IV 1474. g., njegova polusestra Izabela I. Kastiljska (1451-1504) proglašava se kraljicom i dobiva podršku Cortesa. Ona je bila udana za aragonskog prijestolonasljednika Ferdinanda (1452-1516), koji 1479. nakon smti svog oca preuzima krunu kao Ferdinand II. 
Iako svako zadržava svoje titule, zajedno vladaju Kastiljom, Léonom i Aragonom. Vladaju kao apsolutisti i provode odlučne i često okrutne političke i administrativne mjere za ujedinjenje sve tri kraljevine. (Vidi više o tome u članku Španjolska.)
Izabelina nasljednica je, nakon smrti nekoliko braće i sestara, postala njihova kći Ivana Luda (1479. – 1555.). Nakon smrti njenog muža Filipa Lijepog zbog bizarnog i opsesivnog ponašanja Cortes ju je proglasio ludom i zatočio, ali Ferdinand nije uspio u pokušaju da bude proglašen kraljem. 
Njen sin Karlo I. (1500. – 1558.) biva proglašen za suvladara; faktički će, od svojeg punoljetstva, vladati sam. Od oca je naslijedio titulu burgundskog vojvode, od djeda 1516. krunu Aragona, a 1519. izabran je za njemačkog cara kao Karlo V.)
Kada Karlo I. abdicira godine 1556., njegov sin Filip II. nasljeđuje krunu ujedinjene Španjolske.